# تامر علي
تامر علي (8 أغسطس 1983) هو ملحن ومغن مصري. يعد أحد أشهر الملحنين المصريون في التأليف الموسيقي، وقام بتلحين العديد من الأغاني لأبرز المطربين في مصر والعالم العربي من أشهرهم: إليسا، عمرو دياب، شيرين عبد الوهاب، فضل شاكر، محمد حماقي، أصالة نصري، وتامر حسني. أعيد نشر عدد كبير من أغانيه دوليًا في دول أخرى.

## أعماله
- إليسا:  بستناك، فاتت سنين (2006). أيامي بيك، ‌‌‌‌أواخر الشتا، ‌‌‌‌يا عالم، ‌‌‌‌مش كتير عليك (2007). ‌‌‌‌ما تعرفش ليه (2009).
- عمرو دياب: ياناسي وعدك (2003). وهتبتدي الحكايات (2014). بلاش تبعد (2015).
- فضل شاكر: لو فاكر (2003). خلصت كلام (2005).
- شيرين عبد الوهاب: بكلمه منك (2008). كتر خيري، انكتبلي عمر، حبيت، مفيش مانع، مابلاش (2009). هتروح (2012). نساي (2018).
- محمد حماقي: أول ليلة (2003). وافتكرت (2008). لو دعيالي (2010). آدي اللي في بالي (2013). مابلاش (2015). ليلى، واعمل ايه (2019). طالع موضة، ولا ليلة من لياليك، بنفارق (2021).
- أصالة نصري: أكثر، أنا مش صعب عليك (2006). بناءً على رغباتك، قول بحبك (2012).
- أنغام: عرفها بيا، فينك، رجعنا في كلامنا، حالك (2003). بحب نفسي، فكراك، قد ما تقدر (2005). بغير (2007).
- هيثم شاكر: مقولتش بحبك، متجيش، ضمنى بعيونك (2004). مخلتش حاجة، خلي بالك (2008). يوم ما أقول  (2014). راحتى وياك (2019).
- جنات: حب امتلاك، لو مرتاحة معاه (2009). فكرت طول اليوم (2013). عايزة أقرب، أكيد زعلت (2016).
- آمال ماهر:أعرف منين، أول مايشوفني، سلمت مرة عليك (2011). عايشين (2019).
- تامر حسني: بعيش، ريح بالك (2006). ماكنتش مبين، عرفت اللي فيها، حاسس بخوف  (2007). فاض بيا، يابعيد (2016). ناسيني ليه، كفاياك أعذار، قابلتني، حلم السنين (2018). فجأة افترقنا، قولني كلام (2020). وإنت بعيد، مابجيش بالطريقة دي، إنت إختيار (2022)
- رامي عياش: خليني معاك (2004)
- راغب علامة: حبيبي سامعني (2004) و عليك (2010)
- زيزي عادل: حب مش محسوب عليا (2007).
- تامر عاشور: أيام (2019).
- محمد عدوية: ولا كان (2003).
- ساندي: حصل خير (2010).  أحسن من كتير (2015).

## الحان بلغات أخرى
- بستناك: نسخة باللغة التركية،[1] ونسختين باللغة الهندية.[2][3]
- فاتت سنين: نسخة باللغة التركية،[4]ونسخة لبنانية لراغب علامة،[5] ونسخة بالمصرية لحمو بيكا.[6]
- مش كتير عليك: نسخة باللهجة الجزائرية.[7]
- أيامي بيك: نسخة باللغة التركية،[8] ونسخة بالفارسية.[9]
- آدي اللي في بالي: باللغة التركية.[10]